# Географија Азербејџана
Азербејџан се налази на Кавказу у региону Евроазије. Три физичке особине доминирају у Азербејџану: Каспијско море, чије обале формирају природну границу на истоку, Велики Кавказ планина на северу, и велике равнице у центру земље. Отприлике величине Португалије или Мејна, Азербејџан има укупну површину од око 86.600 km², мање од 1% површине земљишта бившег Совјетског Савеза. Од три Јужно Кавкашких држава, Азербејџан има највећу површину. Азербејџан је административно подељен на Нахчиван, који је одвојен од остатка Азербејџана Јерменском територијом, а Нагорно-Карабашка област, у потпуности је у Азербејџану. Смештен у региону јужног Кавказа, Азербејџан се граничи са Каспијским морем на истоку, Грузијом и Русијом на северу, са Ираном на југу, и Јерменијом на југозападу и западу. Мали део Нахчивана такође граница са Турском на северозападу. Главни град Азербејџана је древни град у Баку, који је највећи град у држави и највећа лука на Каспијском мору и већ дуго центар нафтне индустрије републике.

## Топографија и сливови
Промена надморске висине од низије до висоравни је релативно нагла, јер скоро половину земље чини планински терен. Значајни физичке карактеристике су благо таласаста брда суптропске југоисточне обале, која су покривена са плантажама чаја, и растињем поморанџи и лимуна; бројним блатним и минералним изворима у клисурама Кобустана код Бакуа и приморским теренима који се налазе чак двадесет осам метара испод нивоа мора.
Азербејџан се налази у планинском прстену, а само су границе са Каспијским морем, Ираном и Грузијом су низијске. На граници са Руском републиком Дагестан налази се Велики Кавказ, а на западу на граници са Јерменијом налази се Мали Кавказ. На крајњем југоистоку налазе се Талишке планине које чине део границе са Ираном. Највиша узвишења су на Великом Кавказу. Највиша тачка у Азербејџану је на планини Базардјузју и износи 4,466 метара. Осам великих река силазе са Кавказа ка Курско-араксинској низији. За Азербејџан су карактеристичне алувијалне равни и ниске делте. Кура је најдужа река, која силази са Великог Кавказа. Кура се користи као хидро-енергетски потенцијал и за наводњавање плантажа Курско-араксинској низији. Само 15% река је пловно.